# Pravda (Terry Pratchett)
Pravda (anglicky The Truth) je humoristická fantasy kniha Terryho Pratchetta, 25. ze série Zeměplocha.

## Obsah
Do města Ankh-Morporku přijíždí skupina trpaslíků pod vedením Gunilly Dobrohora a přiváží s sebou první tiskařský lis. Společně s Mikulášem ze Slova začínají vydávat první noviny - Ankh-morporskou Kometu, což je vedením města (Patricijem lordem Vetinarim) sledováno se značnou dávkou nedůvěry.
Náhle však dochází k řadě dramatických událostí. V pracovně lorda Vetinariho je napaden jeho tajemník a všechny důkazy ukazují jako na pachatele právě na Patricije, který je nalezen v bezvědomí u svého koně se značnou finanční hotovostí. Vypadá to, jakoby se snažil po svém činu urychleně opustit město.
Mikuláš ze Slova však chápe, že se události zřejmě odehrály poněkud jinak a spolu se svojí kolegyní Sacharózou Rezámkovou a ikonografem Otto Schrecklichem (reformovaný upír z Überwaldu, nositel černé stuhy) se vydává pátrat po tom, co se skutečně stalo. Při hledání pravdivého obrazu událostí se několikrát zkříží pátrání Mikuláše s cestami policejní hlídky, což její velitel Samuel Elánius nese dosti nelibě. Po řadě zvratů, v nichž podstatný díl zaujímá i svědectví teriéra lorda Vetinariho, tlumočeného do lidské řeči mluvícím psem Gaspodou, odhalí Mikuláš spiknutí, které mělo za cíl nastolit novou vládu v Ankh-Morporku.
Dva najatí vrazi - pan Tulipán a pan Zichrhajc (Nová firma) měli k dispozici dvojníka lorda Vetinariho a s jeho pomocí chtěli zdiskreditovat lorda Vetinariho a umožnit tak lidem v pozadí spiknutí dosadit do vedení města pro ně přijatelnější osobu. Pro Mikuláše je nejhorším faktem to, že spiknutí vedl jeho vlastní otec, lord ze Slova.
Mikulášovi se podaří donutit otce, aby se v Ankh-Morporku již nikdy neukazoval a definitivně se s ním rozchází. Lord Vetinari je zcela rehabilitován a jeho nevina prokázána. Mezitím však lehla popelem Mikulášova dílna a tiskařský lis pro výrobu Komety byl zničen, ale trpaslíci spolu s Mikulášem se nevzdávají a vydávání novin pokračuje brzy na novém lisu. A tak začíná v Ankh-Morporku éra svobodného tisku, bedlivě však sledovaného jak lordem Vetinarim, tak velitelem hlídky Elániem.

## Další zajímavé postavy
- Upír Otto Schrecklich - vášnivý fotograf a expert na světlo bílé i černé
- Jindřich Král - velkopodnikatel v oboru zpracování veškerého, ale opravdu veškerého odpadu
- Zombie pan Kosopád - všeho schopný právník
- Seržantka Angua - vlkodlak ve službách Městské hlídky
- pan Tulipán a pan Zichrhajc - Nová firma; velmi známá ve svém Oboru